# Leudalmonument

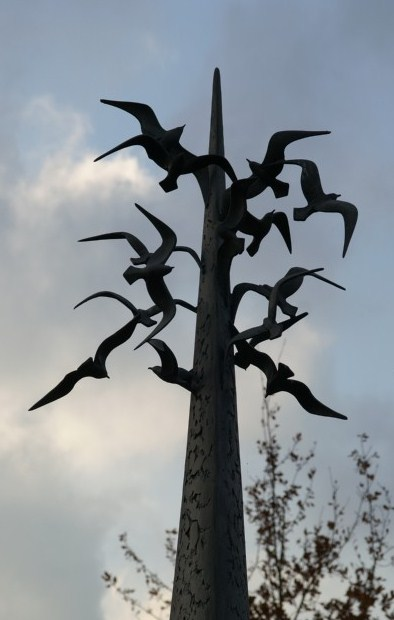

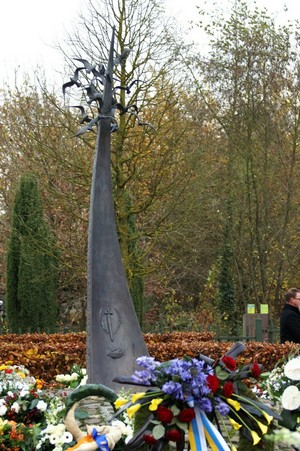

Het Leudalmonument of Monument van Verdraagzaamheid bevindt zich bij het Leudal Museum in Haelen.
Het wordt ook wel het Monument van Verdraagzaamheid genoemd, omdat het het eerste monument in Nederland is waar zowel geallieerden als voormalige vijanden samen worden herdacht.
Het monument herinnert aan de strijd die tijdens de Tweede Wereldoorlog heeft plaatsgevonden in en boven het Leudalgebied, het gebied tussen Noordervaart, Neers kanaal, de Maas en het kanaal Wessem-Nederweert.

## Het monument
Het monument bestaat uit een voetstuk en een in brons gegoten beeld, gemaakt door beeldhouwster Thea Houben uit Roggel. Het werd op 8 maart 2001 onthuld.
Bovenaan het drie meter hoge beeld vliegen meeuwen die de vrijheid symboliseren. Rondom het monument liggen Maaskeien, voorstellend de 687 aldaar gesneuvelde militairen. Daardoorheen lopen elf stralen, symbolisch voor de elf nationaliteiten van hen die om het leven kwamen. De gesneuvelden kwamen uit Australië, België, Canada, Duitsland, Nederland, Nieuw-Zeeland, Noorwegen, Oostenrijk, Tsjechië, de Verenigde Staten en het Verenigd Koninkrijk.

## Herdenking
Leudal werd op 15 november bevrijd. De herdenkingsbijeenkomst vindt doorgaans plaats op de donderdag die daar het dichtst bij ligt. Deze wordt georganiseerd door de Stichting Herdenkingsmonument Militairen in samenwerking met de gemeente Leudal. De bijeenkomst bij het Monument van Verdraagzaamheid wordt onder meer bijgewoond door veteranen van Geallieerde, Duitse en Oostenrijkse zijde, en vele hoogwaardigheidsbekleders uit binnen- en buitenland die samen het verleden herdenken. Als eerbetoon aan de gesneuvelden wordt tijdens de plechtigheid een flyby verzorgd.
Op 14 november 2007 werd er tegenover het monument een 'boom van verdraagzaamheid' geplant door achttien veteranen die voor de herdenking waren overgekomen uit Engeland, België en Duitsland.